# شهرستان ایول
شهرستان ایول (به لاتین: Aweil State) یک منطقهٔ مسکونی در سودان جنوبی است که در سودان جنوبی واقع شده‌است. شهرستان ایول ۲۵۱٬۱۶۰ نفر جمعیت دارد.